# Caculé
Caculé is een gemeente in de Braziliaanse deelstaat Bahia. De gemeente telt 31.193 inwoners (schatting 2009).

## Aangrenzende gemeenten
De gemeente grenst aan Caetité, Condeúba, Guajeru, Ibiassucê, Jacaraci, Licínio de Almeida, Pindaí en Rio do Antônio.